# Station Saxilby
Saxilby is een spoorwegstation van National Rail in Saxilby, West Lindsey in Engeland. Het station is eigendom van Network Rail en wordt beheerd door East Midlands Railway. Het station is geopend in 1849.